# Papir
Papir (njem. Papier od lat. papyrum, papyrus od grč. πάπυρος: papirus;  srednjovj. lat. charta papyri, charta damascena, charta bombycina i drugo) je plošni proizvod dobiven iz vodene suspenzije biljnih vlakana na stroju s finim sitom, koje omogućuje njihovo prepletanje i oblikovanje u vrlo tanak list. Kao vrlo pogodna podloga za pisanje, zauzima važno mjesto u povijesti pismenosti čovječanstva. Papir je materijal koji se osim za pisanje upotrebljava i za crtanje, tisak, pakiranje, i tako dalje. Proizvodi se uglavnom od drveta ili celuloze.
Papir je dobio ime prema tropskoj trajnici, biljci papirus (lat. Cyperus papyrus), od koje se u davnini, prvobitno u drevnom Egiptu, izrađivao materijal za pisanje. Pronalazak papira jedan je od glavnih i prijelomnih trenutaka u razvoju i širenju ljudske misli, kulture i civilizacije. Papir se u prvo vrijeme upotrebljavao samo za pisanje. Danas je bez papira gotovo nemoguće zamisliti civilizirani svijet i život suvremenog čovjeka. Osim za pisanje, papir nalazi mnogostruku upotrebu od materijala za pakiranje (ambalažu) i za prekrivanje zidova do najvažnije upotrebe u tiskanju knjiga, časopisa i novina.

## Povijest papira i njegov razvoj
Povijest papira započinje godine 105. u drevnoj Kini, kada ga je kineski ministar Cai Lun (Ts’ai Lun) proizveo od nekoliko različitih sirovina i otpadaka, većinom biljnoga podrijetla. Tijekom stoljećâ preuzeo je prvenstvo nad papirusom, pergamentom i ostalim materijalima uporabljivanima za pisanje, a glavni su razlozi tomu jeftina i brza proizvodnja, te izvanredna pogodnost za pisanje i oblikovanje. U povijesti njegove proizvodnje razlikuju se tri razvojne faze. Prva je kineska, koja se temeljila na proizvodnji papira od samljevenih, oguljenih kukuljica (čahura) dudova svilca, potom od vlakana bambusove trske, starih krpa i ribarskih mreža. Ta se smjesa mljela, potom namakala u gašenom vapnu te naposljetku rasprostirala na sito i sušila. Dobiveni se materijal još prešao, glačao bjelokošću i na kraju obrezivao. Tako je proizveden prvi papir, kojega je najstariji očuvani primjerak datiran u 2. stoljeću. S vremenom se tehnika proizvodnje papira usavršavala, a osim Kineza nekoliko stoljeća poslije s njom su se upoznali Korejci i Japanci. 
Druga, arapska faza proizvodnje papira započela je 751., i to kao posljedica sukoba Arapa i Kineza u središnjoj Aziji. Arapi su od kineskih zarobljenika doznali tajnu proizvodnje papira te su ju donekle promijenili. Otvorili su radionice u Samarkandu, Bagdadu, Damasku, Kairu i drugdje, a u sljedećim stoljećima prenijeli su papir u Europu (Sicilija, Španjolska, Francuska, Italija, Njemačka). Od razdoblja križarskih ratova papir je bio sve prisutniji na europskom tlu, a posebice u bilježničkim, sudskim i kneževskim uredima. Prva radionica papira u Europi bila je otvorena u 12. stoljeću u gradu Xàtiva u Valenciji. Iz te su faze kao najstariji spomenici papira očuvani zlatna bula bizantskog cara Konstantina IX. Monomaha iz 1052. i pismo na grčkom i arapskom jeziku sicilske kneginje Adele iz 1109., najstariji europski dokument na papiru, koji se danas čuva u Palermu. 
Treća, suvremena faza proizvodnje papira počinje od 18. stoljeća i usmjerena je na njezino tehničko usavršavanje. Za odlučujući preokret u proizvodnji papira zaslužni su Jakob Christian Schäffer (1718. – 1790.), koji je dokazao da se kao sirovina može upotrebljavati drvo, te u 19. stoljeću Friedrich Keller, koji je riješio problem mljevenja drva. Proizvodnja papira na papirnom stroju započela je 1799., kada je bila uvedena proizvodnja na stroju s dugim sitom, kako se u načelu radi i danas. Daljnja unaprjeđenja bila su uporaba keljiva kao dodatka papirnoj suspenziji te primjena sušnoga valjka. Skupni elektromotorni pogon papirnoga stroja prva je 1919. primijenila tvrtka Westinghouse Electric Corporation.

## Sirovine za proizvodnju papira
Papir se proizvodi u prvom redu od biljnih celuloznih vlakana, a mnogo se rjeđe u tu svrhu upotrebljavaju vlakna mineralnog ili sintetskog porijekla. 

### Celuloza
Celuloza (lat. cellula: mala ćelija) je u prirodi najrasprostranjeniji ugljikov spoj na Zemlji. To je ugljikohidrat (polisaharid) s velikom relativnom molekularnom masom. Većinom se nalazi u obliku vlakana, koja su vrlo čvrsta, netopljiva u vodi, slabim kiselinama i lužinama, te u organskim otapalima. Celuloza nastaje u prirodi fotosintezom i čini gotovo polovinu tvari od koje su građene stijene stanica u drveću i jednogodišnjim biljkama. Za proizvodnju papira upotrebljava se takozvana tehnička celuloza, koja osim čiste celuloze sadrži manji ili veći udjel hemiceluloze i lignina, te neznatne količine smole, voskova i mineralnih tvari.

### Hemiceluloza
Hemiceluloza je naziv za mnoge prirodne polisaharide koji se pojavljuje u stijenkama biljnih stanica. Maseni udio hemiceluloze kod lisnatog drveća iznosi od 18 do 26%, dok je u četinara nešto manji na račun većeg udjela lignina. Neke jednogodišnje biljke sadrže i više od 30% hemiceluloze. Hemicelulozu je teško izolirati u neoštećenom i prirodnom stanju, pa je njena struktura slabo poznata. Relativna molekularna masa hemiceluloze obično je mnogo manja od relativne molekularne mase čiste celuloze. Uzorci hemiceluloze iz različitih biljnih izvora rijetko su jednaki, iako pokazuju mnogo zajedničkih svojstava. Općenito je hemiceluloza topljiva u alkalnim otopinama, dok u zagrijanim mineralnim kiselinama nastaje hidroliza i hemiceluloza se razgrađuje u pojedine polisaharide. 
Hemiceluloza je u proizvodnji papira vrlo važna. Prisutnost hemiceluloze u vlaknastoj masi od koje se kasnije na papirnom stroju proizvodi papir utječe na bubrenje te mase i na povezivanje vlakana, što u proizvedenom papiru rezultira povećanom čvrstoćom. Međutim, papir proizveden od vlaknaste mase s prevelikim udjelom hemiceluloze bit će prozirniji, previše krt i šuštav.

### Lignin
Osim celuloze i hemiceluloze, drvna masa sadrži i mnogo lignina. To je visokomolekularni polimer složene građe, kojim su obložena celulozna vlakanca u drvetu. Lignin je sa stanovišta proizvodnje papira nepoželjan pratilac celuloze i nastoji ga se iz nje ukloniti. Lignin daje celulozi odrvenjen karakter i sprečava bubrenje celuloznih vlakana, pa je mljevenje celuloze koja sadrži lignin znatno otežano. S obzirom na udjel lignina razlikuje se tvrda, normalna i mekana celuloza. 

## Celulozne sirovine
Kao glavni izvor celuloze za proizvodnju papira služi drvo, ali se također upotrebljavaju i pamuk, lan, konoplja, juta, sisal ili sisal-konoplja, kenaf, slama, bagasa, esparto, otpadni i stari papir i tekstilni materijal i slično. Drvo je najvažnija sirovina za proizvodnju celuloze; 90% ukupne svjetske proizvodnje celuloze dobiva se iz drveta. U papirnoj industriji danas se uglavnom prerađuju višegodišnje biljke: četinjača i listača. Građa tih biljaka izrazito je vlaknasta, što je zapravo rezultat vlaknaste strukture molekule celuloze.

### Drvo
Da bi se dobila celuloza za proizvodnju papira, drvo se uglavnom prerađuje kemijski, a rjeđe mehanički. Prvim se postupkom dobiva drvna celuloza i poluceluloza, a drugim drvenjača. Od četinjača najviše se koristi smreka, bor i jela, a od listača: bukva, brezai topola

#### Četinjače
Smreka je jedan od najraširenijih četinjača. Najveća staništa šuma su u Rusiji, Finskoj, Švedskoj, Norveškoj, Kanadi, SAD-u. Smreka sazrijeva za sječu za 60 do 80 godina. Drvo smreke ima pogodan odnos širine naprama duljini vlakanaca, te ima mali sadržaj smole, što joj daje gotovo idealna svojstva sirovine za izradu papira. Drvo smreke može se rastaviti svim kemijskim i mehaničkim postupcima. Dužina vlakanaca smreke je od 2,6 do 3,8 a širina od 0,025 do 0,070 milimetara.
Bor raste brže od smreke ali ne dosiže njenu visinu i starost. Bor ima vrlo slična svojstva kao smreka, no visok sadržaj smole u drvu otežava njegovu preradu. Preraduje se mehaničkim postupkom u drvenjaču a alkalnim u celulozu. Dužina vlakanaca drveta bora je od 2,6 do 4,4 a širina od 0,030 do 0,075 milimetara.
Jela ima gotovo ista svojstva kao i bor.

#### Listače
Bukva je važna sirovina za proizvodnju vlaknaste materije iz koje se proizvodi celuloza. Drvo bukve ima relativno kratka vlakna u odnosu na drvo četinjača, što ima za posljedicu slabija svojstva celuloze s obzirom na čvrstoću. Dužina vlakna je od 0,7 do 1,7 a širina od 0,015 do 0,030 milimetara.
Breza ima slična svojstva kao i bukva.
Topola je dosta rasprostranjeno drvo, a postoji i više vrsta. Najbolja za preradu u industriji papira je topola dobivena križanjem crne i kanadske topole. Svojstvena je po tome što ima malo tankih grana i veliko deblo. Brzo raste, pa za sječu i preradu dospijeva već za otprilike 10 do 15 godina. Drvo topole pogodno je za preradu mehaničkim i kemijskim postupkom. Dužina vlakanaca je od 0,7 do 1,8 a širina od 0,029 do 0,050 milimetara.
Prosječan sastav suhog drveta: celuloza 50 %, hemiceluloza 16 %, lignin 30 %, smole i masti 3,3 %, pepeo 0,7 %.

#### Drvna celuloza
Udjel celuloze u drvnoj masi iznosi obično nešto više od 40%. Svrha je kemijskih postupaka za dobivanje celuloze iz drveta da se ukloni lignin, kako bi se drvna masa pretvorila u vlaknastu kašu. Glavni kemijski postupci, koji se razlikuju prema reagensima upotrijebljenim za delignifikaciju drveta, jesu sulfitni i sulfatni, dok je natronski postupak izgubio na važnosti i rijetko se primjenjuje. 

##### Sulfitna celuloza
Sulfitna celuloza proizvodi se obradom drveta (sječke) koje ne sadrži mnogo smole. To je uglavnom smreka, jela i topola. Odlika je sulfitne celuloze što je svijetle boje, pa se ponekad i u nebijeljenom stanju može upotrijebiti za proizvodnju nekih vrsta papira. Osim toga, lako se melje i može se po potrebi bijeliti i oplemenjivati. Sulfitna celuloza služi za proizvodnju tiskovnih, pisaćih, slikarskih, pergamin papira i tako dalje. 

##### Sulfatna celuloza
Sulfatna celuloza proizvodi se postupkom koji je primjenjiv za preradu svih vrsta drveta (četinara i lišćara) bez obzira na količinu smole, pa i za preradu stabljika različitih trava. Odlikuje se dugim i čvrstim vlaknima, koja su manje oštećena nego u sulfitnoj i natronskoj celulozi. Od sulfatne celuloze proizvodi se vrlo čvrst papir, koji u nebijeljenom stanju služi u prvom redu kao omotni papir, zatim kao kabelski i kondenzatorski papir, i slično. 
Bijeljena sulfitna i sulfatna celuloza proizvodi se obradom oksidirajućim sredstvima. Neka od tih sredstava bijele celulozu razgrađivanjem obojenih primjesa, a druga samo prevode obojene primjese u bezbojne. Pri tom se djelomično uklanja i preostali lignin, pa se dobiva vrlo kvalitetna celuloza, koja služi za proizvodnju pisaćih i tiskovnih, bankpost, ofsetnog i drugih vrsta finih papira i kartona.

#### Poluceluloza
Pod tim se nazivom razumijeva proizvod dobiven iskuhavanjem sječke lišćara uz dodatak natrijevog sulfita Na2SO3 i prolazom vruće, iskuhane sječke kroz defibrator za stvaranje vlaknaste mase. U iskuhanoj sječki količina lignina smanjuje se na polovicu, što olakšava proces rastavljanja vlakana. Međutim, hemiceluloza se gotovo ne razgrađuje. Zbog toga je iskorištenje drvne sječke u nebijeljenom stanju vrlo veliko (od 65 do 80%), pa upotreba poluceluloze predstavlja važno proširenje sirovinske baze u proizvodnji papira. Nebijeljena poluceluloza služi uglavnom za proizvodnju omotnih papira i papira za izradu valovite ljepenke, dok se u bijeljenom stanju upotrebljava za pisaće i tiskovne papire. 

### Drvenjača
Tvorevina dobivena mehaničkom preradom drveta, to je brušenjem oblica oslobođenih kore, naziva se drvenjačom. Razlikuju se dvije glavne vrste drvenjača: bijela i smeđa. Bijela se drvenjača proizvodi uglavnom od smreke, jele, topole i breze obradom uz dodatak vode. Smeđa drvenjača proizvodi se od četinara brušenjem uz obradu vodenom parom. Bijeljenjem smeđe drvenjače može se dobiti bijela drvenjača. Trajna bjelina postiže se bijeljenjem pomoću natrijevog peroksida. 
Papir s primjesom drvenjače mnogo je jeftiniji od bezdrvnog papira, ali je kvalitetno mnogo slabiji. Vlakna drvenjače su kratka, a zbog prisutnosti lignina, papir s vremenom požuti i postaje krt djelovanjem svjetlosti i vlage. Drvenjača kao sirovina upotrebljava se u velikim količinama za proizvodnju roto papira, srednjefinog pisaćeg i tiskovnog papira, za neke vrste kartona i ljepenke, i tako dalje. Pri tom je drvenjači skoro uvijek potrebno dodati određenu količinu drvne celuloze (od 15 do 20%) za bolje povezivanje vlakana.

### Pamuk
Pamučna su vlakna suviše duga (od 10 do 50 mm) i preskupa za uobičajenu proizvodnju papira. Međutim, na ljusci sjemenke nakon odvajanja vlakana zaostaju kratka vlakna duljine od 4 do 6 mm, takozvani pamučni linter. Nakon uklanjanja površinskog voska zagrijavanjem u blagoj natrijevoj lužini, ispiranja i mljevenja dobije se vlaknasta masa za proizvodnju vrlo kvalitetnih i skupih papira jer se radi o sirovini s više od 92% čiste celuloze.

### Lan i konoplja
Obradom dugačkog vlakna lana ili konoplje alkalnim postupkom na povišenoj temperaturi dobije se polutvorevina s vlakancima duljine od 5 do 50 mm. Takav se poluproizvod ne može izravno mljeti u suvremenim konusnim mlinovima, već se radi skraćivanja vlakana melje u holenderu. Papir od tako pripremljene sirovine dobro je oblikovan i čvrst, što je važno za izradu kvalitetnog cigaretnog papira. Ranije se ta sirovina upotrebljavala za proizvodnju tankog i neprovidnog biblijskog papira za tiskanje vrlo skupih knjiga.

### Juta, sisal i kenaf
Duga vlakna tih biljaka daju alkalnom obradom na povišenoj temperaturi kratka vlakanca (od 3 do 5 mm), koja se lako melju u konusnim mlinovima i mogu se upotrijebiti umjesto sve manje raspoložive drvne celuloze. Stručnjaci u SAD predviđaju da će upravo kenaf postati u budućnosti vrlo važan u proizvodnji papira.

### Slama
U mnogim dijelovima svijeta, u kojima nema dovoljno šuma, može i slama biti dobar izvor sirovine za proizvodnju celuloze i papira. Slama, kao sekundarni poljoprivredni proizvod (od pšenice, ječma, zobi i riže), jeftinija je od drveta, ali su njena vlakanca mnogo kraća (od 0,5 do 2 mm). Zbog kratkoće vlakanaca i njihove finoće, slamu namijenjenu proizvodnji papira nije potrebno mnogo mljeti, a prikladna je, uz dodatak drvne celuloze, za izradu papira od kojih se ne traži veća čvrstoća.

### Bagasa
To je ostatak u proizvodnji šećera iz šećerne trske, koji ostaje u obliku izlomljenih stabljika nakon ekstrakcije slatkog soka. Glavna poteškoća u preradi bagase jest velika količina srži u stabljici (oko 30%). Nakon uklanjanja srčike, bagasa se može preraditi alkalnim postupkom i bijeliti, pa se dobiju kvalitetna celulozna vlakanca duljine od 1 do 2 mm prikladna za izradu finih papira.

### Esparto
To je biljka koja raste uz sjevernu obalu Afrike i u južnim predjelima Španjolske. Vlakanca esparta slična su vlakancima slame, ali se razlikuju po sposobnosti zadržavanja veće količine punila, što omogućuje proizvodnju voluminoznijeg papira. Celuloza dobivena od esparta upotrebljava se za proizvodnju kvalitetnih bezdrvnih papira od kojih se traži čvrstoća i dobro oblikovanje lista. 

### Otpadni tekstilni materijal
Stare pamučne, lanene i jutene krpe bile su ranije vrlo cijenjena sirovina u proizvodnji papira. Prilikom prerade krpe se najprije klasificiraju, rešetaju da se odstrani prašina, raščešljavaju da se uklone čvorovi i rubovi, zatim se režu na komadiće veličine 5 x 5 centimetara. Izrezane se krpe još jednom otprašuju na stroju i odvode u rotirajući kotao gdje se zagrijavaju s vapnenim mlijekom i natrijevom lužinom (rjeđe sodom) da se odstrane masnoće i nečistoće. Nakon toga se melju uz neprestano ispiranje vodom kako bi kasnije bijeljenje hipokloritom bilo što uspješnije. Kad voda od pranja postane bistra, započinje završno mljevenje poluproizvoda dok vlaknasta masa ne postane jednolična. Masa se zatim bijeli, temeljito ispire i odvodnjuje na posebnom stroju s kraćim sitom. Od krpa ili smjese krpa i celuloze od drveta izrađuju se papiri od kojih se traži finoća i trajnost, a to su prije svega papiri za novčanice, za tiskanje vrijednosnih, dokumentnih i cigaretnih papira. U cjelokupnoj proizvodnji papira ta vrsta papira sudjeluje oko 2 do 4%.

### Stari papir
Pod starim papirom podrazumijeva se papirni i kartonski otpadak, otiskan, ispisan ili čist otpadak tiskara, upotrijebljena ambalaža od papira, kartona ili ljepenke različitog sirovinskog sastava, otpadak u procesu prerade papira (rezanje, bušenje rupa i tako dalje), neuvezani ili uvezani zastarjeli ili nepotrebni tiskani materijal (novine, časopisi, poslovne knjige, brošure) i papirni otpaci izdvojeni iz kućnog smeća. Da bi se pretvorio u vlaknastu masu, bijeli stari papir rezan u obliku uskih traka ne zahtijeva uglavnom nikakvu posebnu predobradu ako nije impregniran (na primjer da bi se postigla čvrstoća papira u mokrom stanju kao u vrečica za čaj). Tiskan i onečišćen papir potrebno je prvo očistiti od nečistoća i primjesa tiskarske boje. Dobro organiziranim sakupljanjem starog papira, u prvom redu iz sakupljačkih i proizvodnih poduzeća (tiskare, knjigovežnice, proizvodnja ambalaže), ustanova, arhiva i velikih robnih kuća, vraća se industriji papira oko 30 do 35% potrebnog vlaknastog materijala i time se veoma smanjuje potrošak osnovne sirovine (celuloze).

### Ostale sirovine za proizvodnju papira

#### Umjetna ili sintetska vlakna
Umjetna ili sintetska vlakna mogu služiti kao sirovina za proizvodnju specijalnih vrsta papira. To su obično vrlo tanka vlakna duljine od 4 do 6 mm. Osim celuloznih derivata, u papir se prerađuju i druga sintetska vlakna, najčešće poliamidna i poliesterska. Dobra mehanička svojstva takvih papira postižu se dodatkom posebnih veziva. 

#### Anorganska vlakna
Od anorganskih se vlakana također proizvode neke specijalne vrste papira. Takvi su, na primjer, papiri izrađeni od staklenih niti ili od niti čistog kremena. Ti su papiri otporni prema kemikalijama te služe za filtraciju plinova i tekućina, a upotrebljavaju se i za električnu izolaciju. Nekada se i azbest koristio kao mineralna sirovina u proizvodnji papira.

## Proizvodnja papira
Proizvodnja papira se zasniva na celulozi kao osnovnoj sirovini, a za poboljšanje fizikalnih, kemijskih i mikrobioloških svojstava papira dodaju se keljiva, punila i bojila. Celulozna vlakna proizvode se od različitih biljnih vrsta (uglavnom drvo, rjeđe jednogodišnje biljke). Usitnjena sirovina prokuhava se i kemijski obrađuje kako bi se uklonili lignin, smola i nepoželjni prirodni polisaharidi. Kako bi se snopići vlakana razdvojili, oni se mehanički obrađuju razvlaknjivanjem i mljevenjem. Glavni izvor celuloznih vlakana danas su sekundarna, reciklirana vlakna dobivena preradbom otpadnoga papira (74% u Europskoj uniji 2003.). 
I pored velikih razlika u načinu proizvodnje papira, od jednostavne ručne izrade do golemih i brzih računalnih papirnih strojeva velikog učinka, osnovni način izrade papira nije se u posljednjih 2 000 godina bitno izmijenio. Proizvodnja papira sastoji se uglavnom od različitih mehaničkih radnji, ali je kemijski dio postupka vrlo važan za kakvoću gotovog proizvoda. Stvaranje papira iz vodene suspenzije celuloznih vlakanaca moguće je zbog sposobnosti celuloze da svoje poliglukozne molekulske lance međusobno povezuje vodikovim vezama. Dok se u suspenziji takve veze neprestano stvaraju i opet kidaju, ostaju one u suhoj tvari stalne i čvrste, te omogućuju stvaranje ravnog i dovoljno čvrstog lista papira. 
Proizvodnja papira sastoji se od 3 glavna koraka rada: 
- pripreme vlaknaste mase,
- stvaranja lista na papirnom stroju i
- dorade.

## Svojstva i vrste papira

### Određivanje svojstva papira
Papir mora po svojim svojstvima udovoljavati vrlo različitim zahtjevima, koji su određeni namjenom i upotrebom pojedine vrste papira. Prema tome, osim utvrđivanja osnovnih svojstava papira kao vrste materijala, određuju se i mnoga posebna, takozvana upotrebna svojstva. Mnoga se mjerenja provode tako da se simuliraju uvjeti u kojima će se papir naći prilikom stvarne upotrebe. To zahtijeva da se detaljno i jednoznačno odrede mjerni instrumenti i okolnosti pri određivanju. 
Mnoga svojstva papira ovise vrlo mnogo o njegovoj vlažnosti. Zbog toga papir namijenjen ispitivanju mora prvo odležati u prostoru s točno određenom temperaturom i vlažnošću zraka sve dok se u tome potpuno ne uravnoteži s okolišem. Osim određivanja sastava i njegovih dimenzijskih svojstava (vrsta vlakanaca, djelomični kemijski sastav, anorganski ostatak u obliku pepela, udjel vode, vrijednost pH, debljina, gramatura, gustoća), uglavnom se redovito ispituju optička svojstva (bjelina, boja, sjaj, neprozirnost, sklonost požućivanju), mehanička svojstva (čvrstoća, istezanje, probojnost, otpornost prema kidanju, elastičnost, pregibanje i slično), površinska svojstva (sposobnost primanja tiska i boje, glatkoća, otpornost prema čupanju i tako dalje), te svojstva ovisna o gustoći stvorenog lista (higroskopnost, sposobnost upijanja vode i tinte, poroznost za plinove, pare i masnoću). Često se ispituje trajnost papira, otpornost prema svjetlu i toplini, upaljivost i druga posebna i upotrebna svojstva papira. Mnoga od navedenih svojstava u pojedinim su zemljama različito određena, pa se i standardizirane metode i okolnosti za njihovo točno određivanje međusobno razlikuju. 
Vrsta vlakanaca u papiru može se utvrditi pod mikroskopom. Tako se mogu ujedno otkriti i nečistoće i sitni komadići stranih tvari. Vaganjem nakon sušenja do konstantne težine određuje se udjel vode, a iz pepela preostalog nakon spaljivanja i žarenja ustanovljuje se udjel anorganskih tvari u papiru. Vrijednost pH vrlo je važno svojstvo. Papiri s niskom vrijednosti pH (s kiselom reakcijom) nisu postojani zbog razgradnje vlaknaste strukture i smanjena im je upotrebljivost za kvalitetan tisak. 
Pojedine vrste papira (i ostali proizvodi industrije papira) svojstvene su i sa svojom gramaturom. To je mjera za površinsku masu papira (ranije nazivana površinskom težinom), to jest za masu lista papira određene površine. Obično se iskazuje u g/m2 i označena je na omotima papira u trgovačkom prometu. Gramatura je za različite proizvode industrije papira tipizirana i iznosi od desetak g/m2 za lake papire pa sve do 600 i više g/m2 za teške kartone i ljepenke. Gustoća papira (prostorna masa) iskazuje se u trgovini u kg/dm3, pa za vrlo porozne papire iznosi do 0,33 kg/dm3, dok je gustoća vrlo gustih papira (na primjer kondenzatorski papir) i do 1,35 kg/dm3. Kako se papir proizvodi u tankim listovima, gustoća neke vrste papira lako se izračunava dijeljenjem površinske mase s debljinom lista. Ponekad se navodi i specifični volumen papira, to jest recipročna vrijednost gustoće. 
Mnoga optička svojstva papira teško se određuju i podložna su subjektivnoj ocjeni promatrača. Tako bjelina, osim o papiru, ovisi i o vrsti svjetlosti u kojoj se promatra. Sjaj papira ovisi o njegovoj sposobnosti da pravilno reflektira svjetlo, a posebno je važan za visokovrijedne grafičke papire jer utječe i na sjaj nanesene tiskarske boje. Od grafičkih se papira, osim ostalog, traži i da budu neprozirni kako se tisak s jedne strane ne bi nazirao i na drugoj strani lista. 
Svojstva vezana uz čvrstoću papira ispituju se raličitim posebnim metodama. Tako se, na primjer, istezanje (izraženo u postocima) određuje opterećenjem papira do kidanja, ali su vrijednije informacije dobivene iz krivulje ovisnosti produljenja o opterećenju. Kao mjerilo za čvrstoću papira uzima se i maksimalna duljina papira pri kojoj će se traka papira prekinuti zbog svoje težine. Mjeri se i otpornost prema probijanju napetog kružnog uzorka papira opterećenog sve većom silom. Za papire, koji se u upotrebi često preklapaju, važna je otpornost prema oštećenju i kidanju prilikom njihova savijanja i pregibanja. 
O svojstvima površine papira ovisi mnogo i njegova prikladnost i upotrebljivost za tisak, koja se ocjenjuje mnogim približnim (orijentacijskim) metodama. Pri tom je u prvom redu potrebno ustanoviti koliko je papir sposoban da zadrži tiskarsku boju. Važno je svojstvo papira namijenjenog za grafičke svrhe i njegova otpornost prema oštećenju površine, takozvanom čupanju, pri okolnostima kojima je papir izložen u tiskarskim strojevima. 
Za mnoge je vrste papira prilikom upotrebe najvažnija njihova sposobnost upijanja, ili, nasuprot tome, njihova otpornost prema prodiranju tekućina. To se u prvom redu odnosi na vodu, što je vrlo važno za mnoge sanitarne, ali i za tehničke i specijalne papira kao što je, na primjer, filtarski papir. Prodiranje i razlijevanje tinte uvjetovano je stupnjem keljenja papira. Od mnogih se papira traži otpornost prema prodiranju masnoća, a posebno se ispituje propusnost papira za pare i plinove. Zbog izrazite sklonosti (afiniteta) celuloze prema vodenoj pari, propusnost papira za vodenu paru ne može nikako služiti kao orijentacijska mjera propusnosti za ostale pare i plinove.

## Podjela papira
Stoljećima se papir izrađivao uglavnom na isti način i njegovo tradicionalno područje upotrebe nije se mnogo proširivalo. Međutim, naglim razvojem industrijske proizvodnje i načina života i rada u zadnje vrijeme veoma se povećala proizvodnja papira i proširila područja njegove primjene. Proizvodi industrije papira danas su vrlo mnogobrojni i raznoliki te se mogu klasificirati prema različitim kriterijima, na primjer prema sirovinama od kojih je papir proizveden, gramaturi, doradi i glatkoći površine, i tako dalje. Papiri mogu biti neobojeni, bijeli ili obojeni, prozirni, djelomično prozirni ili potpuno neprozirni, najčešće su jednoslojni, različitih debljina, ali se proizvode i višeslojni papiri, kartoni i ljepenke. 

### Prema upotrijebljenim sirovinama
Prema upotrijebljenim sirovinama razlikuje se više vrsta papira. Skoro sve uobičajene vrste papira u najširoj upotrebi pretežno su građene od drvne celuloze, dakle od celuloze dobivene preradom drvne mase. Rjeđe se upotrebljavaju papiri od celuloze biljaka koje inače služe za dobivanje tekstilnih vlakana. Danas sve više raste potražnja za primjenu papira od sintetskih polimernih vlakana i anorganskih vlakana (staklenih i drugih). 

### S obzirom na kvalitetu
S obzirom na kvalitetu najviše je od svih celuloznih papira cijenjen takozvani bezdrvni papir. To je papir proizveden od čiste bijeljene ili nebijeljene celuloze bez primjesa drvenjače. Svi ostali papiri proizvedeni od celuloze s primjesom drvenjače jesu srednjefini papiri. Takvi su papiri zbog prisutnog lignina slabije kvalitete, a mnogi s vremenom požute i postaju krti. Mnogi omotni papiri i kartoni osim celuloze i drvenjače sadrže i polucelulozu te papirštinu dobivenu preradom otpadnog i starog papira. Najlošije je kvalitete smeđa ljepenka, koja se uglavnom proizvodi samo od starog papira i sadrži mnogo drvenjače. 

### Prema gramaturi
Prema gramaturi (takozvanoj površinskoj masi) razlikuju se: 
- lakši papiri (od 10 do 60 g/m2),
- srednje teški papiri (od 60 do 120 g/m2),
- polukartoni (od 150 do 200 g/m2),
- kartoni (od 200 do 600 g/m2) i
- ljepenke (više od 600 g/m2).

#### Kartoni
Kartoni su krući i čvršći od papira, mogu biti različito površinski obrađeni i sastoje se od jednog ili više slojeva (dupleks karton, tripleks karton). U višeslojnim kartonima pojedini se slojevi proizvode od različitih sirovina i različitih su svojstava. Sloj koji će prilikom upotrebe kartona služiti kao vanjski ili gornji sloj obično je gladak, svjetliji i izrađen od kvalitetnije sirovine. Kartoni se veoma mnogo primjenjuju za pakiranje (ambalažni materijal), rjeđe za pisanje ili za tisak.

#### Ljepenka
Ljepenka je deblja i veće površinske mase od kartona. Čvrsta granica između kartona i ljepenke nije određena, no najčešće se ljepenkom nazivaju proizvodi s gramaturom većom od 600 g/m2. Ponekad se, međutim, dorađeni proizvodi od kvalitetnijih sirovina nazivaju kartonima bez obzira na veću gramaturu i debljinu. Prema upotrijebljenim sirovinama razlikuju se bijela i smeđa ljepenka, koje se izrađuju od bijele ili smeđe drvenjače bez dodataka, zatim siva ljepenka (nekeljena) od miješanih papirnih otpadaka, miješana ljepenka od miješanog starog papira i žute slamne celuloze i slamna ljepenka samo od žute slamne celuloze. Površina ljepenke može biti dorađena keljenjem, impregniranjem i slično. 

### Prema doradi i obradi površina
Za mnoga je područja upotrebe papira bitan način njegove dorade i obrade površine. Po izlasku iz papirnog stroja na papirnu se traku mogu po potrebi nanositi različita sredstva koja papiru daju posebna svojstva. Prema tome se razlikuju papiri s neobrađenom površinom, površinski keljeni papiri, papiri s pokrivenom površinom (na primjer škrobom, umjetnim smolama, pigmentima, plastičnim masama (kao što je polietilen i tako dalje), impregnirani papiri (na primjer voštani papir) i tako dalje. 

### Prema glatkoći površine
Papiri se razlikuju i prema glatkoći svoje površine. Većina papira prolazi kroz strojni kalander još u sklopu papirnog stroja, pa se po glatkoći površine ocjenjuju kao strojnoglatki papir. Mnogo veća glatkoća površine papira postiže se satiniranjem, to jest obradom na superkalanderu. I pri satiniranju postoji gradacija, pa se tako razlikuju zagasito (mat) satinirani, polusatinirani i oštro (sjajno) satinirani papiri. Ponekad se proizvode papiri s neravnom površinom. To mogu biti profilirani i gravirani papiri, zatim papiri s naboranom površinom i slično. 

### Prema namjeni i području upotrebe
Navedeni načini razlikovanja i razvrstavanja različitih vrsta papira, kartona i ljepenki skupno se odrazuju u njihovoj podjeli prema namjeni i području upotrebe. Prema tom se kriteriju mnogobrojni proizvodi industrije papira mogu svrstati u 4 velike grupe: grafički papiri, omotni papiri, kartoni i ljepenke, sanitarni papiri i tehnički (i specijalni) papiri. 

#### Grafički papir
Među grafičkim papirima razlikuju se papiri za pisanje, za crtanje i za tisak. Između prvih dviju vrsta nema veće razlike u načinu proizvodnje i svojstvima. Od papira za pisanje posebno se traži da su prikladni za pisanje tintom, to jest da se tinta ne razlijeva. To svojstvo, koje je danas sve manje važno, postiže se dodavanjem keljiva, u prvom redu prirodnih smola, u papirnu masu prilikom proizvodnje. 
Najveći dio proizvedenog papira služi kao tiskovni papir (papir za tisak). Pri tom se razlikuje tisak teksta (knjige, novine, časopisi) od tiska ilustracija (plakati, prospekti, reprodukcije), pa se prema tome u tiskarstvu upotrebljava mnogo različitih vrsta papira. Tako se za knjige luksuznih izdanja primjenjuje vrlo kvalitatan bezdrvni papir, koji za ilustracije mora biti još posebno gladak i zatvorenih pora. S druge strane, novinski papir (roto papir) i papir za jeftine časopise sadrži i do 90% drvenjače, a često i mnogo tvari dobivenih preradom starog papira.

#### Omotni papir
Omotni papiri, kartoni i ljepenke proizvode se uglavnom od starog papira (u prosjeku stari papir čini oko 80% sirovine), ali i od poluceluloze, sulfitne i sulfatne celuloze. Od omotnih se papira traži velika čvrstoća na kidanje, otpornost prema savijanju, dobra rastezljivost i neprobojnost. Kao materijal za pakiranje (ambalažu), papir se upotrebljava više od bilo kojeg drugog konkurentnog materijala. 

#### Sanitarni papir
Iako je udjel sanitarnih papira u ukupnoj proizvodnji industrije papira relativno malen, njihova se upotreba posljednjih godina mnogo povećala. Osim toaletnog papira, proizvode se danas i mnoge vrste sanitarnog papira, koje kao materijal u različitim područjima primjene potiskuju tekstil (papirnati ručnici, maramice, ubrusi, stolnjaci, krevetne presvlake u bolnicama). 

#### Tehnički i specijalni papir
U upotrebi je mnoštvo tehničkih i specijalnih papira najrazličitijih svojstava i namjena. U takve se papire ubrajaju filtarski papiri, kondenzatorski papiri, papiri za izolaciju i oblaganje kabela, za izradu etiketa, tapeta, dekoracija, papiri za precrtavanje i kopiranje, sirovi fotografski papiri, indikatorski i cigaretni papiri, i tako dalje.

## Proizvodnja i potrošnja papira
Svjetska proizvodnja i potrošnja papira, kartona i ljepenke stalno raste. Tako je 1950. proizvedeno 43,7 milijuna tona, 1960. je proizvedeno 74,9 milijuna tona, a 1976. proizvedeno 154,1 milijuna tona papira (uključujući i ljepenku). Iste godine, 1976. trošilo se u svijetu prosječno 38 kilograma papira po stanovniku. Već 1979 proizvodnja papira i kartona porasla je na 170,8 milijuna tona, a 1984. na 189,9 milijuna tona.

## Poveznice
- elektronički papir

## Vanjske poveznice
- Papir Hrvatska tehnička enciklopedija, portal hrvatske tehničke baštine. LZMK

- Pan – Tvornica papira Zagreb Hrvatska tehnička enciklopedija, portal hrvatske tehničke baštine. LZMK